# Émile Legrand

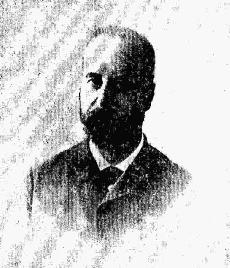
Émile Legrand

Émile Legrand, vollständig: Émile Louis Jean Legrand, griechisch Αιμύλιος oder Αιμίλιος  Λεγκράν(δ) (* 1841 in Fontenay-le-Marmion, Calvados; † 14. November 1903 in Paris) war ein französischer Byzantinist und Neogräzist.

## Leben
Es wird erzählt, dass Legrands Begeisterung für das Griechische darauf zurückging, dass er in der Schule im Fach Griechisch sitzengeblieben war und er sich von da an mit größtem Eifer anstrengte. Nach beruflichen Anfängen als Priesteramtskandidat, Journalist und Zollbeamter fand er zur byzantinischen und neugriechischen Philologie.
Seit 1875 lehrte er Neugriechisch an der École des langues orientales, von 1887 bis 1903 war er Leiter der Abteilung. Sein Vorgänger im Amt war Emmanuel Miller gewesen, sein Nachfolger sollte Ioannis Psycharis sein. Einer seiner Schüler war der Niederländer Dirk Christiaan Hesseling. Im Rahmen dieser Tätigkeit verfasste er eine neugriechische Grammatik, ein französisch-neugriechisches Wörterbuch sowie – zusammen mit seinem Schüler Hubert Pernot – eine Anleitung zur Aussprache des Neugriechischen und eine Chrestomathie (eine Textsammlung zu Schulzwecken).
Legrands Verdienst war es, gleichfalls mit Hilfe seines Schülers Hubert Pernot die neugriechische Literatur von ihren byzantinischen Anfängen an in großem Umfang bibliographisch erfasst und teilweise erstmals ediert zu haben. Dies trifft insbesondere auf die grundlegenden Collections de monuments pour servir à l’étude la langue néo-hellénique in 25 Bänden zu. Unter seinen Texteditionen findet sich auch die editio princeps der ältesten uns bekannten Grammatik des Neugriechischen, die von Nikolaos Sophianos (* ca. 1500; † nach 1551) verfasst worden war. Für seine bibliographischen und editorischen Zwecke waren Reisen nach Griechenland, Italien und ins Osmanische Reich erforderlich. Auch für die albanische Literatur erstellte er eine solche grundlegende Bibliographie der Primärliteratur.
Besondere Aufmerksamkeit widmete er dem Volkslied, auch dem im Griko Kalabriens verfassten, sowie dem Märchen. 1843 entdeckte er wertvolle Fragmente des Nikolaus von Damaskus im Escorial, mit Konstantin Sathas stieß er 1875 auf die Trapezunt-Handschrift des Digenis Akritas. Des Weiteren edierte er die anonym überlieferten Orakel Leos des Weisen und, mit seinem Lehrer Emmanuel Miller, drei Gedichte des Theodoros Prodromos. Zu seinen letzten Texteditionen zählt eine Dokumentation zu dem Revolutionär Rigas Velestinlis.
Legrand war ab 1870 korrespondierendes Mitglied der Griechischen philologischen Gesellschaft in Konstantinopel.

## Schriften (Auswahl)
Texteditionen
- (Hrsg.): Collections de monuments pour servir à l’étude la langue néo-hellénique. 25 Bde., Paris 1869–1875.
- (Hrsg., Übers.): Chansons et contes populaires de la Calabre. Paris 1870, gallica.bnf.fr.
- (Hrsg.): Νικολάου Σοφιανοὺ τοῦ Κερκυραίου Γραμματικὴ τῆς κοινῆς τῶν ῾Ελλήνων γλώσσης νῦν τὸ πρῶτον κατὰ τὸ ἐν Παρισίοις χειρόγραφον ἐκδοθεῖσα ἐπιμελείᾳ και διορθώσει Αἰμυλίου Λεγρανδίου. Ἐν τῷ γραφείῳ τῆς Πανδώρας, Ἀθήνησιν und Maisonneuve, Paris 1870 (Collection de monuments pour servir à l’étude de la langue néo-hellénique, no. 6: Grammaire de la langue grecque vulgaire par Nikolaos Sophianos), bodleian.ox.ac.uk (PDF; 8,9 MB)
  - Erweiterte zweite Auflage unter dem Titel: Nicolas Sophianos, Grammaire du grec vulgaire et traduction en grec vulgaire du Traité de Plutarque sur l’éducation des enfants. Maisonneuve, Paris 1874, Textarchiv – Internet Archive; bodleian.ox.ac.uk (PDF; 16,7 MB). – Bernhard Schmidt: Rezension. In: Jenaer Literaturzeitung, 1874, Nr. 35, S. 568–569.
- (Hrsg., mit Emmanuel Miller): Trois poèmes vulgaires de Théodore Prodrome. Publiés pour la première fois, avec une traduction française par E. Miller et É. Legrand. Paris 1875.
- (Hrsg.): Les oracles de Léon le Sage. La bataille de Varna. La prise de Constantinople. Poëmes en grec vulgaire publiés pour la première fois d’après les manuscrits de la Bibliothèque Nationale. Maisonneuve, Paris 1875, Titelseite und Auszüge.
- (Hrsg., Übers., Komm.): Chansons populaires grecques. Paris 1876.
- (Hrsg.): Recueil de poëmes historiques en grec vulgaire. Paris 1877.
- (Hrsg.): Bibliothèque grecque vulgaire. 3 Bände. Paris 1880–1881.
- (Hrsg.): Recueil de contes populaires grecques. Paris 1881.
- (Hrsg.): Épistolaire grec. Paris 1888.
- (Hrsg.): Documents inédits concernant Rhigas Vélestinlis et ses compagnons de martyre, tirés des archives de Vienne. Tirage à part de l’annuaire de la Société Historique de Grèce, Paris 1892.

Didaktische Hilfsmittel
- Grammaire grecque–moderne. Paris 1878.
- Dictionnaire français – grec moderne. 2 Bände. Paris 1885.
- mit Hubert Pernot: Précis de prononciation grecque moderne. Garnier Frères, Paris 1896.
- mit Hubert Pernot: Chrestomathie grecque moderne. Garnier Frères, Paris 1899.

Bibliographien neugriechischer Primärliteratur vom 15. Jahrhundert an
- Bibliographie Hellénique ou description raisonnée des ouvrages publiés par des grecs aux XVe et XVIe siècles, I–IV. Ernest Leroux, Paris 1885–1906; ND 1962 (Publications de l’Ecole des langues orientales vivantes).
- Bibliographie Hellénique ou description raisonnée des ouvrages publiés par des grecs au XVIIe siècle, I–V. Ernest Leroux, Paris 1894–1903 (Publications de l’Ecole des langues orientales vivantes).
- mit Hubert Pernot: Bibliographie hellénique ou description raisonnée des ouvrages publiés par des Grecs au XVIIIe siècle, I-II. Les Belles Lettres, Paris 1918–1928 (Œuvre posthume complétée et publiée par Louis Petit et Hubert Pernot, ouvrage couronné par l’Académie des Inscriptions, prix Brunet)
- Bibliographie ionienne. Description raisonnée des ouvrages publiés par les Grecs des Sept-îles ou concernant ces îles, du XVe siècle à l’année 1900, I–II. Ernest Leroux, Paris 1910 (Publications de l’Ecole des langues orientales vivantes, no. 6-7), online, (Œuvre posthume publiée par Hubert Pernot)

Bibliographie albanischer Primärliteratur vom 15. Jahrhundert an
- Bibliographie albanaise. Description raisonnée des ouvrages publiés en albanais ou relatifs à l’Albanie du quinzième siècle jusqu’à l’année 1900. Athen 1912.